# Horst H. Siedentopf
Horst H. Siedentopf (* 4. Mai 1941 in Magdeburg; † 19. Dezember 2017) war ein deutscher Manager und Wirtschaftswissenschaftler.

## Leben
Horst Siedentopf studierte Wirtschaftswissenschaften und wurde 1968 in Köln mit einer Arbeit über die Struktur des Energieverbrauchs zum Dr. rer. pol. promoviert. 1961 wurde er Mitglied des Corps Vandalo-Guestphalia Heidelberg. Er war zunächst Assistent, Lehrbeauftragter und Institutsgeschäftsführer des Energiewirtschaftlichen Instituts an der Universität Köln.
Er war bei Konzernen wie Esso, VEBA, Stinnes (Vorstand Kohlengeschäft) und Metallgesellschaft (Vorsitzender des Vorstandes der MG Trade Services AG) in Vorstandsfunktionen im Internationalen Handel und Internationaler Logistik tätig.
Von 1999 bis 2006 war Siedentopf Professor für Außenwirtschaft und Internationales Management (AIM) an der Hochschule für Angewandte Wissenschaften Hamburg.
Von 2003 bis 2006 war er norwegischer Honorarkonsul in Hamburg, ab 2007 Honorarkonsul von Marokko in Hamburg und von 2009 bis 2012 Präsident des Euro-Mediterran-Arabischen Ländervereins.
Siedentopf war verheiratet mit der promovierten Historikerin Monika Siedentopf; aus der Ehe stammen zwei Kinder.

## Schriften
- Die Struktur des Energieverbrauchs. Möglichkeiten ihrer Darstellung und Vorausschätzung auf der Grundlage von Input-Output-Tabellen dargestellt am Beispiel der Bundesrepublik Deutschland, 1968
- Handbuch E-Supply: Beschaffung und Vertrieb über virtuelle Märkte, TuTech Innovation 2001, ISBN 3-930400-42-1, zusammen mit Claudia Brumberg, Wolfgang Kersten, Arno Müller
- Globale Logistik, Gabler 2006, ISBN 3-409-12283-4, zusammen mit Claudia Brumberg